# Bienvenidos a Edén
Bienvenidos a Edén es una serie de televisión web de suspenso española, creada por Joaquín Górriz y Guillermo López para Netflix. Se estrenó el 6 de mayo de 2022. Una segunda temporada fue lanzada el 21 de abril de 2023. El 7 de julio de 2023, la serie fue cancelada tras dos temporadas.

## Argumento
Zoa y otras cuatro personas, con gran actividad en redes sociales, reciben una invitación para asistir a una fiesta en una isla secreta que organiza una marca de bebida. Allí, comienza para ellos una misteriosa aventura a través de la pregunta «¿Eres feliz?». Los que aceptan la invitación comienzan una aventura excitante, dándose cuenta de que les cambiará las vidas. Aunque, poco a poco, también descubrirán que el paraíso no es lo que parece.

## Reparto

### Principal
| Intérprete                  | Personaje                         | Temporadas            | Temporadas            | Episodios |
| Intérprete                  | Personaje                         | 1                     | 2                     | Episodios |
| --------------------------- | --------------------------------- | --------------------- | --------------------- | --------- |
| Amaia Aberasturi            | Zoa Rey Gómez-Fajardo             | Principal             | Principal             | 16        |
| Tomy Aguilera               | Juan Carlos "Charly" Escudero     | Principal             | Principal             | 16        |
| Diego Garisa                | Ibón Arregui                      | Principal             | Principal             | 14        |
| Berta Castañé               | Gabriela "Gabi" Rey Gómez-Fajardo | Principal             | Principal             | 16        |
| Albert Baró                 | Aldo Roig Muro                    | Principal             | Principal             | 4         |
| Lola Rodríguez              | Mayka                             | Principal             | Principal             | 16        |
| Guillermo Pfening           | Erick                             | Principal             | Principal             | 16        |
| Blanca Romero               | Roberta Gómez-Fajardo             | Principal             | Invitada              | 5         |
| Begoña Vargas               | Bel                               | Principal             | Principal             | 16        |
| Sergio Momo                 | Nicolás "Nico"                    | Principal             | Principal             | 11        |
| Ana Mena                    | Judith                            | Principal             |                       | 3         |
| Berta Vázquez               | Claudia                           | Principal             |                       | 6         |
| Irene Dev                   | Alma                              | Principal             | Principal             | 16        |
| Álex Pastrana               | Ulises Gracia Delgado             | Principal             | Principal             | 10        |
| Joan Pedrola                | Orson Schnede                     | Principal             | Principal             | 16        |
| Claudia Trujillo            | Brenda                            | Principal             | Principal             | 9         |
| Carlos Soroa                | Eloy                              | Principal             | Principal             | 16        |
| Jonathan "Maravilla" Alonso | Saúl                              | Principal             | Principal             | 12        |
| Dariam Coco                 | Eva                               | Principal             | Principal             | 16        |
| Amaia Salamanca             | Ástrid Bartos Sepúlveda           | Principal             | Principal             | 16        |
| Belinda                     | África Guadalupe López            | Principal             | Principal             | 16        |
| Mario de la Rosa            | Manuel Rey                        | Colaboración especial |                       | 2         |
| Ana Wagener                 | Brisa Galván                      | Colaboración especial | Colaboración especial | 8         |
| Nona Sobo                   | Som Sisuk                         |                       | Principal             | 8         |
| Lucía Guerrero              | Danae                             | Invitada              | Principal             | 10        |
| Max Sampietro               | Isaac                             | Recurrente            | Principal             | 11        |
| Anna Alarcón                | Nuria                             | Invitada              | Principal             | 10        |
| Carlos Torres               | Joel                              |                       | Colaboración especial | 8         |

### Secundario
- Jason Fernández como David (temporada 1), un chico que va a la fiesta de la isla y que tiene un rollo con Zoa en la fiesta.
- César Mateo como Lucas (temporada 1), miembro de la Fundación que se encarga del transporte de los novatos a la isla.
- Aída de Sàrraga como Cabeza de turco (temporada 2)
- Adrian Grösser como León (temporada 2; invitado temporada 1)

## Episodios

### Temporada 1 (2022)
| N.º en serie | N.º en temp. | Título                | Dirigido por    | Escrito por                              | Fecha de lanzamiento original |
| --- | ------------ | --------------------- | --------------- | ---------------------------------------- | ----------------------------- |
| 1 | 1            | «El viaje de tu vida» | Daniel Benmayor | Joaquín Górriz y Guillermo López Sánchez | 6 de mayo de 2022             |
| Zoa, una estudiante de biología, busca escapar de su madre drogadicta y padre ausente que viaja por negocios, por lo que decide aceptar una invitación a un festival exclusivo en una isla misteriosa. Sin embargo, invita al viaje a su mejor amiga Judit, algo que va en contra del contrato que Zoa firmó. En el punto de encuentro conocen a Aldo, un exitoso emprendedor, y posteriormente se les unen los demás que fueron invitados por igual, incluyendo a Ibón, un tímido y sensible ejecutivo de hotel con un padre abusivo, Charly, un joven sociable cuyo potencial fue truncado por una tragedia familiar y África, una famosa influencer con muchos seguidores. Llegando a la isla, les dan brazaletes azules que se iluminan y una misteriosa bebida conocida como Blue Edén. En un descuido, Judit es testigo de como Ulises, el jefe de seguridad, tortura a Fran, un miembro que no está de acuerdo con los procedimientos de la isla. Asustada, inmediatamente le avisa a Orson quien le asegura que nada malo le pasará. Sin embargo, Alma le avisa a Brenda de lo ocurrido. Zoa casi se cae de un acantilado ante los efectos de la bebida pero es salvada por Nico. Al día siguiente, Zoa despierta intentando buscar a Judit pero no logra encontrarla y luego descubre que ella, Aldo, Ibón, Charly y África han sido invitados a quedarse en la isla por su líder, Astrid. Por otra parte, Judit despierta sola en un rincón de la isla hasta que es secuestrada por un atacante no identificado. |              |                       |                 |                                          |                               |
| 2 | 2            | «Evaluación»          | Menna Fité      | Joaquín Górriz y Guillermo López Sánchez | 6 de mayo de 2022             |
| Fran intenta escaparse de la isla pero es descubierto y ejecutado. Aldo se muestra altamente sospechoso de las intenciones de Astrid e intenta explorar toda la isla. En su módulo, Zoa conoce a Nico, quien la salvó de caerse la noche del festival y a Claudia, una chica aislada de todos. Ibón conecta con Alma por la pasión de ambos en tocar el piano, aunque Ibón en un principio se rehúsa a compartir su talento porque le recuerda mucho a su padre. Zoa habla con Orson sobre Judit, ya que fue la persona con la que ella estaba en la fiesta, pero éste se muestra raro y finge no conocerla. Más tarde, eligen a Zoa para una evaluación en la que describe lo difícil que ha sido su vida, principalmente por la adicción de su madre a la heroína y las constantes andanzas de su padre por el mundo, teniendo que cuidar por sí misma a su hermana Gabi, que siempre era la primera en darle una oportunidad a su madre cada vez que salía de la clínica de rehabilitación, pero Zoa le decía que no se diera falsas esperanzas pues en todas esas ocasiones volvía a recaer. Astrid le dice a Zoa que su madre la odia y hace que lo repita en voz alta delante de todos. Por otra parte, Gabi, sin saber qué le pasó a Zoa, se decepciona cuando no llega para festejar su cumpleaños 16. Mientras duerme, Zoa ve lo que parece ser un niño afuera de su módulo que rápidamente desaparece. |              |                       |                 |                                          |                               |
| 3 | 3            | «Fiesta de despedida» | Menna Fité      | Joaquín Górriz y Guillermo López Sánchez | 6 de mayo de 2022             |
| Ulises avisa a los recién llegados que el barco llegaría para recogerlos, pero Aldo sigue sospechando y acusa a Ulises de mentirles. Al notar que su madre muestra poco interés en la desaparición de Zoa, pues no es la primera vez que hace algo como esto, Gabi se da cuenta de que las advertencias de Zoa sobre su adicción tienen sentido. Todos disfrutan en la fiesta de despedida en Edén, a excepción de Aldo que planea fugarse de la isla sin ser visto. Alma ayuda a Ibón a enfrentar sus miedos y a petición de Astrid realiza una impresionante interpretación de piano. Claudia le dice a Charly que él y los otros nunca se irán de la isla. Aldo se cuela en un bote que parece que lo salvará, pero resulta ser una trampa en la que se encuentra a Brenda quien lo mata disparándole en la frente. |              |                       |                 |                                          |                               |
| 4 | 4            | «La otra orilla»      | Daniel Benmayor | Joaquín Górriz y Guillermo López Sánchez | 6 de mayo de 2022             |
| Zoa empieza a notar que hay algo mal en la isla cuando Aldo no da señales de vida. Bel le pide a Eloy, un miembro sordo de Edén y amigo suyo, que robe la tarjeta de acceso de Orson, con quien mantiene una relación secreta, para acceder a la sala de informática controlada por Mayka, donde ve que Ibón y África han pasado, mientras que Aldo ha sido "eliminado" y el estado de Zoa sigue pendiente, poseyendo cualidades de liderazgo pero también mostrando desconfianza y desobediencia. Sin quedarse de brazos cruzados, Gabi encuentra otro teléfono de Zoa en el que mensajea a David, un muchacho que su hermana había conocido la noche del festival y viaja a San Sebastián en búsqueda de respuestas, dejando a su madre abandonada. Por otra parte, el padre de Ibón contrata a una investigadora privada para dar con el paradero de su hijo. Ibón elige a Charly para otra evaluación. Aunque en un principio se resiste, Charly frustradamente confiesa que se siente traumado por su hermana, quien murió ahogada al aceptar un reto de natación. No logró cuidar de ella y su familia le echa la culpa de lo que le pasó. Astrid le dice a Charly que a ningún hijo se le debería echar la culpa de perder a un ser querido. Enojada, Zoa le reprocha a Astrid su hipocresía, argumentando que el dolor de Charly es suyo y de nadie más. Nico sigue a Zoa, le dice que el barco no llegará a buscarlos y pide que lo acompañe de noche cuando nadie esté viendo. Posteriormente, lleva a Zoa a una caverna profunda y, para horror de ésta, encuentra sepultado el cadáver de Judit. |              |                       |                 |                                          |                               |
| 5 | 5            | «Tormenta»            | Daniel Benmayor | Joaquín Górriz y Guillermo López Sánchez | 6 de mayo de 2022             |
| Un flashback a la mañana después de la fiesta revela que Orson y Brenda tenían a Judit rodeada en un acantilado. Como sabía demasiado de lo que le hicieron a Fran, le dispararon en la cabeza y la arrojaron a su muerte, pese a sus desesperadas súplicas de que la dejasen ir y su promesa de que no iba a contar nada. En una noche tormentosa todos se reúnen en el Módulo 1 por seguridad, salvo Charly que queda malherido por una explosión. Mayka lo lleva a su casa y allá hacen el amor. Zoa trata de mostrarle a Ibón el cadáver de Judit pero no aparece en ningún lado. Inicialmente escéptico en creer a Zoa, Ibón deduce que alguien en Edén quería asustarla para darle una lección de lo que les sucede a aquellos que intentan desobedecer las reglas. Bel le dice a Zoa que no confíe en Nico porque es su "enlace", una persona que se encarga de mantener a los recién llegados en la isla. Al confrontar a Nico por esta nueva información, éste le avisa a Astrid, dando a entender que ella le había dado la orden de mostrarle a Zoa el cadáver. Astrid y su esposo Erick recriminan a Zoa por no aprovechar las oportunidades que se le dieron desde que llegó, culpándola también de lo que le pasó a Judit al haber violado el contrato que dejaba claro que no se podían invitar a amigos. Brenda intenta matar a Zoa pero decide perdonarle la vida cuando promete que va a mejorar y falsamente confiesa que escuchó el término "enlace" por Aldo. Como Mayka estaba fuera de la sala de control, Ibón se escapa del Módulo 1 sin ser descubierto y, horrorizado, ve el cadáver de Judit flotando en el mar. Zoa trata de asesinar a Nico con un destornillador mientras duerme, pero es frenada por Claudia mientras Alma es testigo de esto. |              |                       |                 |                                          |                               |
| 6 | 6            | «Rebelión»            | Menna Fité      | Joaquín Górriz y Guillermo López Sánchez | 6 de mayo de 2022             |
| Claudia le explica a Zoa que la marca C+F en la cama significa "Claudia y Fran"; Fran era el enlace de Claudia y los dos se cuidaban mutuamente, hasta que en Edén mataron a Fran tratando de ayudar a las personas, advirtiéndole a Zoa que se aleje de Bel debido a que planea una rebelión contra Astrid y que espere al próximo festival para buscar la forma de escapar seguramente de la isla. Alma amenaza a Claudia para que se comporte si no quiere terminar como Fran. La madre de Charly se enoja cuando éste no llega al cementerio para el aniversario del deceso de su hermana, aún más cuando Mayka, haciéndose pasar por él, le envía un mensaje, diciéndole que ni se moleste en volver a casa. Ante esto, Charly pone en duda la honestidad de Mayka. Gabi se prueba el brazalete que David sigilosamente robó del festival anterior, pero una alarma se activa y capta su ubicación. También promueve su perfil para ser invitada a la isla, bajo un nombre falso, y encontrar a Zoa. Para demostrar su valía, África sugiere que se haga una fiesta para celebrar los 15 años de Edén. Aunque al principio se muestran algo escépticos, Astrid y Erick aceptan. Sin embargo, termina abruptamente cuando en la pantalla se proyecta una amenaza de muerte a Astrid luego de alguien hackeara la laptop de Mayka. Enfurecida, Astrid organiza una reunión con todo el comité para proponer posibles chivos expiatorios. Ulises escoge a Eloy por una pelea que tuvieron esta mañana y Brenda a Zoa; Orson se opone a que Eloy sea castigado mientras que Astrid, a pesar de tener algunas sospechas de Zoa, asegura que tiene sus esperanzas puestas en ella tras la conversación que tuvieron sobre Judit, pero que respetará la decisión de todos si es Zoa, a lo que inician votaciones para sacrificarla. Orson, Brenda y Ulises están de acuerdo en que Zoa sea ejecutada mientras que Mayka, Astrid, Erick y Saúl se muestran en contra. Finalmente, a la que castigan es a Claudia, pues Alma anteriormente la había reportado con Astrid. Orson y Brenda la sacan de su módulo y la llevan al mismo lugar donde había muerto Judit. Brenda interroga a Claudia sobre el video y falsamente confiesa ser la culpable antes de ser aparentemente asesinada. |              |                       |                 |                                          |                               |
| 7 | 7            | «Lilith»              | Menna Fité      | Joaquín Górriz y Guillermo López Sánchez | 6 de mayo de 2022             |
| Zoa, África, Ibón y Charly caminan sobre brasas ardientes como una significación de que se han unido a Edén. Eva y Alma son ascendidas a segundo nivel, como nuevas miembros del comité de la isla, mientras que Ulises pasa a tercer nivel junto con Astrid y Erick. África le cuenta a Zoa sobre su infancia difícil. Nico es sustituido por Bel como enlace de Zoa, para frustración de éste, aunque Bel le dice que solo estaba siguiendo órdenes de Astrid. Zoa y Bel pasan tiempo juntas y se acercan. Zoa, Ibón y Charly planean su fuga de la isla bajo la rebelión secreta de Bel, de la cual Eva también pertenece, pero Ibón insiste en que quedarse es lo mejor para él porque no quiere regresar con su padre abusivo. Con sus nuevos hallazgos, la investigadora privada le cuenta a la madre de Zoa y Gabi que la desaparición de su hija no fue ninguna casualidad y que a otros les había pasado eso exactamente el mismo día que ella cuando se fueron a la isla. Gabi regresa de San Sebastián pero no confía mucho en la investigadora, quien logra sacarle el brazalete antes de bajarse del autobús en el que se encuentran. Una figura enmascarada irrumpe en el hogar de Erick y Astrid usando la tarjeta de acceso de Ulises y los ataca, pero Erick es herido en el estómago y el atacante logra escapar. Astrid lo carga hasta a un complejo secreto donde se encuentran con Isaac, que resulta ser el niño que Zoa aseguró haber visto. David es secuestrado por un equipo externo de Edén por lo que pasó con el brazalete. |              |                       |                 |                                          |                               |
| 8 | 8            | «El viaje de vuelta»  | Daniel Benmayor | Joaquín Górriz y Guillermo López Sánchez | 6 de mayo de 2022             |
| David es torturado e interrogado acerca del brazalete que había robado. Con la vida de su madre pendiendo de un hilo, David se ve obligado a revelar que Gabi usó el brazalete y su ubicación en Barcelona, pero lo matan de todos modos. El comité pone en marcha los preparativos para el siguiente festival. Alma, que se empezó a enamorar de verdad de Ibón, sugiere a Astrid que lo ponga en seguridad con Ulises en lugar de ayudar a Orson en el área de sonido. Astrid inicialmente se opone, pero Orson no tiene ningún problema y lo acepta. Alma le cuenta a Ibón la buena noticia y que todos los recién llegados están obligados a cooperar durante todo el festival. Al enterarse de esto, Zoa y Charly se frustran, porque con alguien pisándoles los talones en todo momento se les hará difícil fugarse de la isla sin ser vistos. Deprimida, Zoa roba un carro y va a la playa para desahogarse, sabiendo que eso significa también que nunca volvería a ver a Gabi. Bel la consuela y le promete que los ayudará a llevar a cabo el plan. Las dos se besan y son vistas por Brenda, quien pensó que Zoa intentaba escapar otra vez, y Nico, quien furiosamente confronta a Bel por haberle "robado" a Zoa. Su acalorada discusión se intensifica en una pelea, en la que ambos acaban malheridos pero esta última termina saliendo victoriosa y advierte a Nico que las deje en paz a ella y a Zoa. Isaac lograr curar a Erick y la investigadora se guía del localizador del brazalete que la lleva a una playa desierta. Isaac le pregunta a Astrid cuando podrán irse de Edén; ella le asegura que pronto. Por otra parte, África es marginada del festival por ser una celebridad, algo que ella encuentra injusto. Buscando a Erick, África entra su casa con la tarjeta que el atacante tiró, entrando a una sala con aparatos técnicos. Ella oprime un botón que envía una señal al espacio exterior, pero el ascensor se cierra antes de que pueda huir, dejando a África atrapada en la sala. Isaac recibe la advertencia mientras la antena satelital cerca de él empieza a moverse. Mientras llegan los invitados al festival, Bel, Eloy y Eva crean una distracción para comprarles el suficiente tiempo a Zoa y a Charly para que escapen; logrando llegar al barco, Charly es pillado por el dron controlado por Mayka, quien decide no delatarlo. Sin embargo, Ulises descubre a Zoa y violentamente la ataca, acusándola de crear el disturbio y haber robado su tarjeta. Justo cuando Ulises la va ahorcando a muerte, Ibón aparece para salvar a Zoa y finalmente matar a Ulises ahogándolo, dejando a ambos completamente horrorizados. Eloy es testigo de esto y le dice a Zoa que se suba al barco mientras él se encarga de ocultar el cadáver bajo el mar. Sin embargo, en el momento que Zoa casi llega a tocar el barco, se conmociona al ver que Gabi acaba de llegar a la isla junto con los demás y se queda ahí sin saber qué hacer. |              |                       |                 |                                          |                               |

### Temporada 2 (2023)
| N.º en serie | N.º en temp. | Título                   | Dirigido por                 | Escrito por                                                | Fecha de lanzamiento original |
| --- | ------------ | ------------------------ | ---------------------------- | ---------------------------------------------------------- | ----------------------------- |
| 9 | 1            | «Infierno»               | Denis Rovira                 | Joaquín Górriz y Guillermo López Sánchez                   | 21 de abril de 2023           |
| Zoa ve que su hermana se embarca hacia la Isla, regresa a la Isla y es cuando Nico la coge y le inyecta un calmante que la duerme. Astrid, Orson y Brenda despiden el cadáver de Ulises al que en una balsa de ataúd la queman y la echan al mar. Eloy e Ibon les atormenta el remordimiento de haber matado a Ulises. Mientras en la Isla hay dos nuevas integrantes: Som y Molly que en realidad es Gabi la hermana de Zoa.En la casa de Astrid y Erick esta África encerrada. Astrid la atormenta llena de celos por Erick.En el mar Charly es rescatado por una embarcación donde van un comando externo de la fundación Edén, en la cual lo torturan, Charly los reconocen por la estrella tatuada. Zoa y Gabi se encuentran al fin, Molly le ve y se alegra pero Zoa le dice que se callen y que le siga. En secreto Zoa le cuenta sobre la isla y los peligros que hay allí. Le dice que ha llegado AL INFIERNO. Mientras Astrid le dice a Maika que serán las últimas dos integrantes que se aceptaran en la isla. Le pregunta también por Charly a lo que Maika le dice que no sabe nada. El comando externo fuertemente armado llega a la isla, violentos reuniendo a todos para preguntar sobre quién mató a Ulises. Joel pregunta quién mato a Ulises y nadie responde, es como así le entrega la estrategia a Danae, esta escoge a 5 de ellos para torturarles entre ellos Ibon y Eloy. Mientras Eva y Bel discuten sobre delatar a Ibon. Danae les plantea que sino dicen quien fue jugaran a la ruleta rusa, y ya cuando le iba a tocar a Eloy, Ibon le dice que espere, es cuando llega Eva y delata ante el comando que dirige Danae que el que mato a Ulises es Eloy. Joel le enseña a Astrid las armas y clases de Tiro. Sin embargo Astrid demuestra ser una Tiradora de Armas experta. Es cuando Astrid llaman a Brenda y le dice que ha fracasado en su puesto de Encargada de Seguridad, con lo cual la Asesina. Joel le da el arma ejecutora a Alma, y le comunica que ella será la nueva sicaria de la fundación.Mientras Isaac, el niño que Zoa vio en el campamento, despide a Erick aun lisiado del atentado que sufrió por salvar a Astrid. Astrid le dice a Erick que Som ya esta allí y que ya no habrá más fiestas, ni nuevos miembros, también le cuenta sobre África y lo que hizo. Joel y Eva reviven su antigua y apasionada relación anterior, mientras Ibon le comenta a Alma que el que mato a Ulises no fue Eloy sino el. Y mientras esto pasa Danae tortura pegándole a Eloy amarrado en el establo hasta dejarlo moribundo, Orson le remuerde la impotencia de no poder hacer nada por Eloy. Por último, a África Joel llega a dejar a un encapuchado y con una patada lo tira a donde esta ella, resultando ser Charly, mientras Maika observa todo por las cámaras. Zoe y Gabi se despiden en la noche desde la distancia con un beso. |              |                          |                              |                                                            |                               |
| 10 | 2            | «Azul»                   | Denis Rovira                 | Joaquín Górriz y Guillermo López Sánchez                   | 21 de abril de 2023           |
| Eloy se despierta desangrado del establo y en eso llega Danae con otros hombres armados y lo entrega a Orson y Alma para que lo ejecuten. Ibon desde la distancia los observa y los sigue siendo detenido por Danae. Eloy es llevado donde mataron a Judith, pero Alma no puede matarlo y en complicidad con Orson lo dejan libre. Astrid cada vez le incriminan a Erick sobre el afecto que este le tiene a África. En la reunión de Iniciación Astrid cuestiona a Molly sobre su vida, sus hobbies, etc. Molly de repente habla de sus padres y ellas, Cuestionando Astrid que en las redes sociales Molly era hija única. Ella trata de arreglar su argumento diciendo que tiene una amiga que la considera como una hermana. |              |                          |                              |                                                            |                               |
| 11 | 3            | «Comité»                 | Juanma Pachón                | Irene Olaciregui, Guillermo López Sánchez y Joaquín Górriz | 21 de abril de 2023           |
| Saúl explica sus para querer a Actriz muerta Zoa y Bel,pero deside matarla por su cuenta,sin querer ponerlos en peligro ni a ellos ni a nadie que este en su contra. Lilith es el alias de mentor, quien originalmente inició la rebelión. Actriz se acerca más Gaby para aprender más sobre su familia y al mismo tiempo envía a uno de sus espías del continente a investigar la casa de Zoa. El espía descubre que Zoa y Gaby son hermanas, y Brisa la investigadora lo sigue. Issac encuentra a Eloy varado en la isla y le revela que es hijo de Actriz y Eric. la mayoría del comité vota a favor de ejecutar a África y charly, pero Mayka, que no está dispuesta a aceptar los resultados, los libera en secreto de su celda y Saúl sostiene a Actriz a punta de cuchillo, amenazando con matarla a menos que deje ir los residentes de Eden sin embargo, África golpea a Saúl, permitiendo que Joel le dispare pero este se escapa. |              |                          |                              |                                                            |                               |
| 12 | 4            | «Segundas oportunidades» | Juanma Pachón                | Mónica Ovejero, Guillermo López Sánchez y Joaquín Górriz   | 21 de abril de 2023           |
| 13 | 5            | «El Nuevo Edén»          | Denis Rovira                 | Joaquín Górriz y Guillermo López Sánchez                   | 21 de abril de 2023           |
| 14 | 6            | «Sobre las estrellas»    | Denis Rovira                 | Mónica Ovejero, Guillermo López Sánchez y Joaquín Górriz   | 21 de abril de 2023           |
| 15 | 7            | «Serpiente»              | Juanma Pachón y Denis Rovira | Joaquín Górriz y Guillermo López Sánchez                   | 21 de abril de 2023           |
| 16 | 8            | «Primer contacto»        | Juanma Pachón                | Joaquín Górriz y Guillermo López Sánchez                   | 21 de abril de 2023           |

## Producción
El elenco principal de la serie fue confirmado en febrero y lo conforman Amaia Salamanca, Amaia Aberasturi, Belinda, Lola Rodríguez, Sergio Momo, Begoña Vargas, Ana Mena y Berta Vázquez, entre otros. Fue creada y escrita por Joaquín Górriz y Guillermo López y dirigida por Daniel Benmayor y Menna Fité.

### Rodaje
Las grabaciones de los episodios de la ficción empezaron el 22 de febrero de 2021 y se realizan en distintas localizaciones españolas como: Teruel, Barcelona, Alicante y Lanzarote. En abril del mismo año, el rodaje se traslada a San Sebastián. A finales de mayo, el director Daniel Benmayor anunció el fin del rodaje de la serie.

## Estreno
En febrero de 2022 se anunció que la serie se estrenaría en el mes de abril del mismo año, además de dar a conocer las primeras imágenes de los episodios. La serie finalmente fue atrasada ligeramente para hacer sitio para los estrenos de Los herederos de la tierra y la quinta temporada de Élite, y a finales de marzo de 2022, se anunció que finalmente llegaría a la plataforma el 6 de mayo de 2022.